# Tatjana Michajlova
Tatjana Michajlova (Wit-Russisch: Татьяна Міхайлова) (18 januari 1987, Minsk) is een Wit-Russische langebaanschaatsster. Haar geboortenaam is Tatjana Gulitskaja (Wit-Russisch: Тацяна Галіцкая).
Michajlova deed drie keer mee aan het Europees kampioenschap allround. Op het EK 2011 werd ze 20e, op het EK 2012 werd ze 21e en op het EK 2013 werd ze opnieuw 21e. Op de wereldbeker rijdt ze mee in de B-groep op de 3000 meter. Haar enige internationale toptienplek was in de wereldbeker massastart. Vanaf 2015/2016 worden de Wit-Russen gecoacht door Siep Hoekstra.

## Persoonlijke records
| Afstand    | Tijd    | Datum            | Baan           |
| ---------- | ------- | ---------------- | -------------- |
| 500 meter  | 39,44   | 18 november 2015 | Salt Lake City |
| 1000 meter | 1.17,90 | 22 november 2015 | Salt Lake City |
| 1500 meter | 1.58,38 | 7 november 2015  | Calgary        |
| 3000 meter | 4.16,66 | 15 november 2013 | Salt Lake City |
| 5000 meter | 7.36,35 | 18 december 2011 | Minsk          |

## Resultaten
| Jaar | EK Allround | EK Sprint | WK Sprint | WK Afstanden             | Olympische Spelen |
| ---- | ----------- | --------- | --------- | ------------------------ | ----------------- |
| 2011 | NC20        |           |           |                          |                   |
| 2012 | NC21        |           |           |                          |                   |
| 2013 | NC21        |           |           |                          |                   |
| 2014 | NC23        |           |           |                          |                   |
| 2015 |             |           | 22e       | 21e 1500m DQ massastart  |                   |
| 2016 | NC15        |           | NC28      | 20e massastart           |                   |
| 2017 |             | 13e       |           | 20e massastart           |                   |
| 2018 |             |           |           |                          | HF11 massastart   |
|      |             |           |           |                          |                   |
| 2020 |             |           |           | 18e massastart           |                   |
| 2021 |             |           |           | 23e 1500m 10e massastart |                   |